# 4420 Alandreev
4420 Alandreev је астероид главног астероидног појаса чија средња удаљеност од Сунца износи 2,676 астрономских јединица (АЈ).
Апсолутна магнитуда астероида је 12,2.